# Lange Straße (Delmenhorst)
Die Lange Straße in Delmenhorst-Mitte ist die 900 Meter lange Haupteinkaufsstraße der Stadt. Sie führt in West-Ost- und dann in Süd- und wieder Ostrichtung von der Oldenburger Straße / Mühlenstraße / Marktstraße vorbei am Rathaus- und Wochenmarkt bis zur Bremer Straße.
Nebenstraßen sind: Wallstraße, Bahnhofstraße, Gartenstraße, Parkstraße, Kirchstraße, Schulstraße, Cramerstraße / Schweinemarkt, Friedrich-Ebert-Allee, Orthstraße und Rosenstraße.
Viele Gebäude stehen in vier Denkmalgruppen unter Denkmalschutz.

## Geschichte

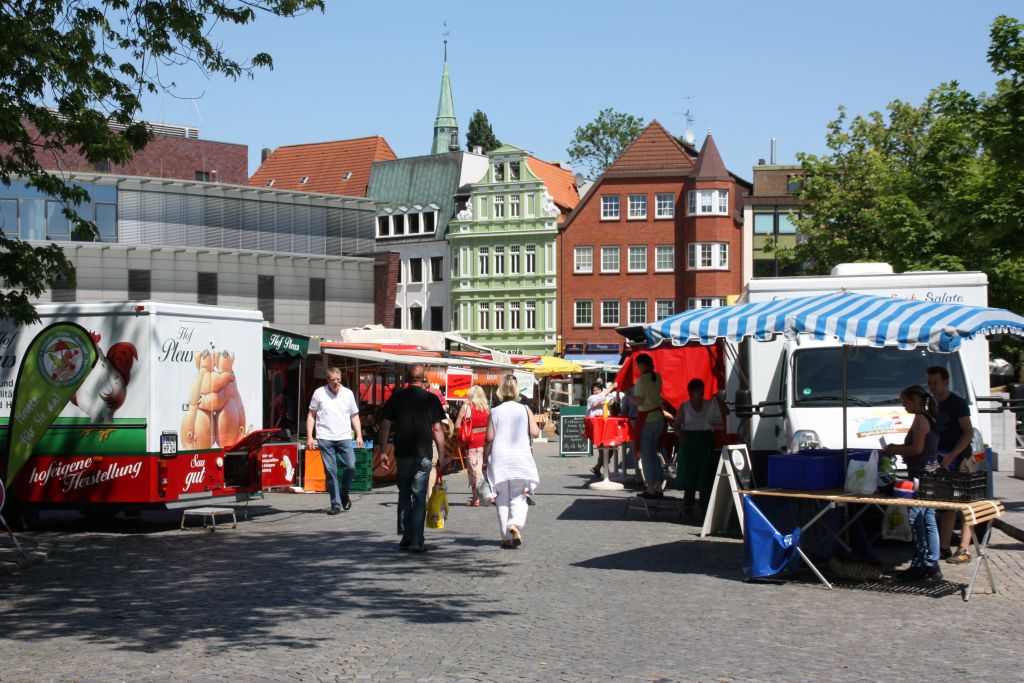
Wochenmarkt und Blick auf Häuser der Langen Straße von Nr. 105 bis 103

Die Lange Straße war seit dem 13. Jahrhundert die erste und jahrhundertelang einzige Straße der kleinen Stadt. Sie war im Mittelalter Teil der Flämischen Straße von Flandern nach Bremen, Hamburg und Lübeck. Nachdem durch Ansiedlung der Nordwolle die Anzahl der Einwohner erheblich zunahm (1885: 6.647 – 1919: 21.878 Einwohner) veränderten viele Neubauten die Hauptstraße. Seit 1975 ist sie eine reine Fußgängerzone.
1894 eröffnete Carl Leffers zusammen mit seinem Bruder Heinrich Leffers in Delmenhorst in der Langen Straße ein Manufakturwarengeschäft, das zum Stammhaus einer Reihe von Filialen wurde.
Der Öffentliche Personennahverkehr erschließt die Straße durch die Delbus mit den Buslinien 202 und 203 und erreicht sie mit den Linien 201, 204, 205, 206, 207 und 222.

## Bauwerke
An der Straße stehen überwiegend zwei- und drei- sowie wenige viergeschossige Gebäude. Die mit (D) gekennzeichneten Häuser stehen in einer Denkmalgruppe oder auch als Einzeldenkmal unter Denkmalschutz.
Auswahl bedeutender Gebäude:
Südseite

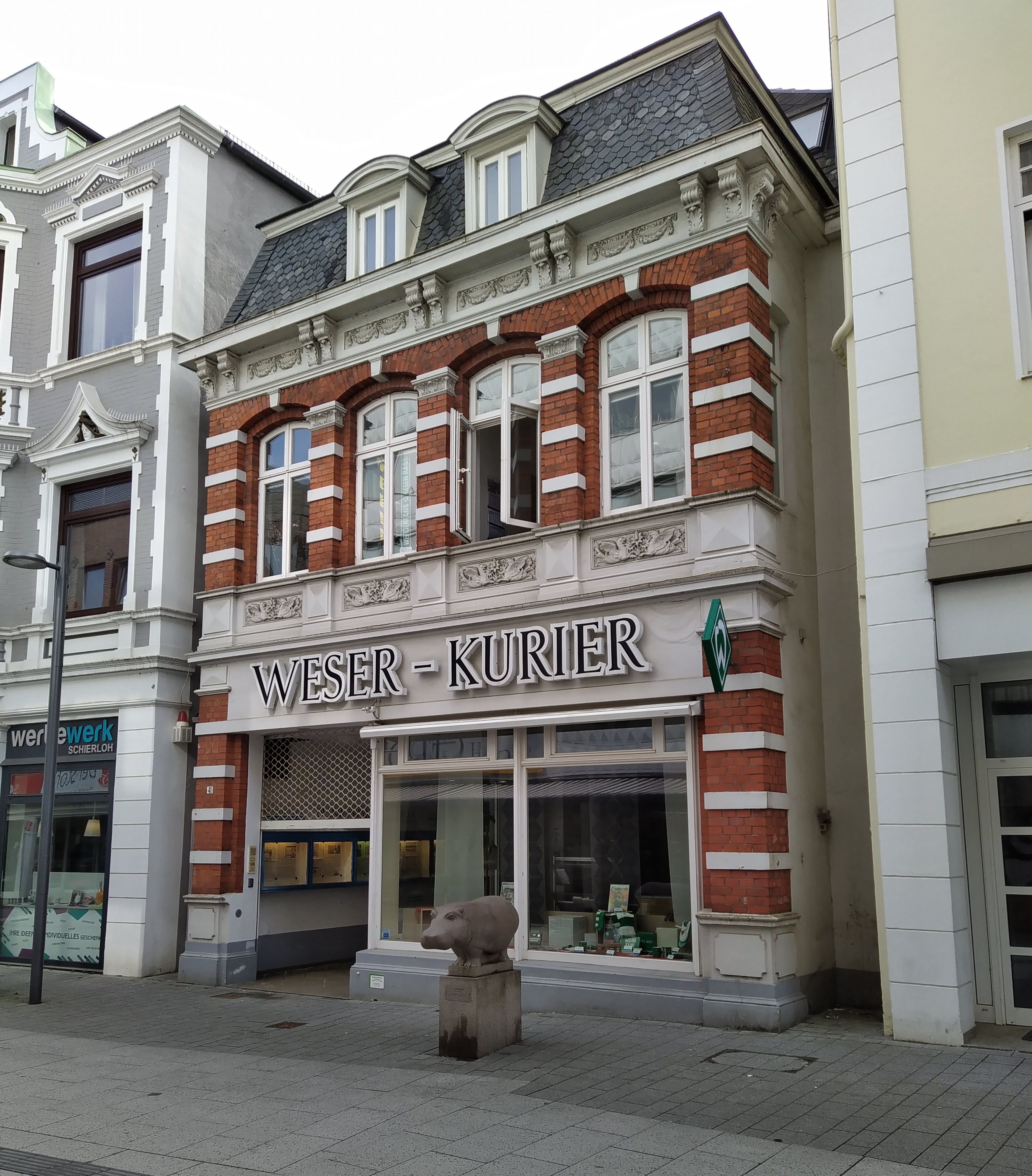
Nr. 41: Weser-Kurier, davor Skulptur Nilpferd

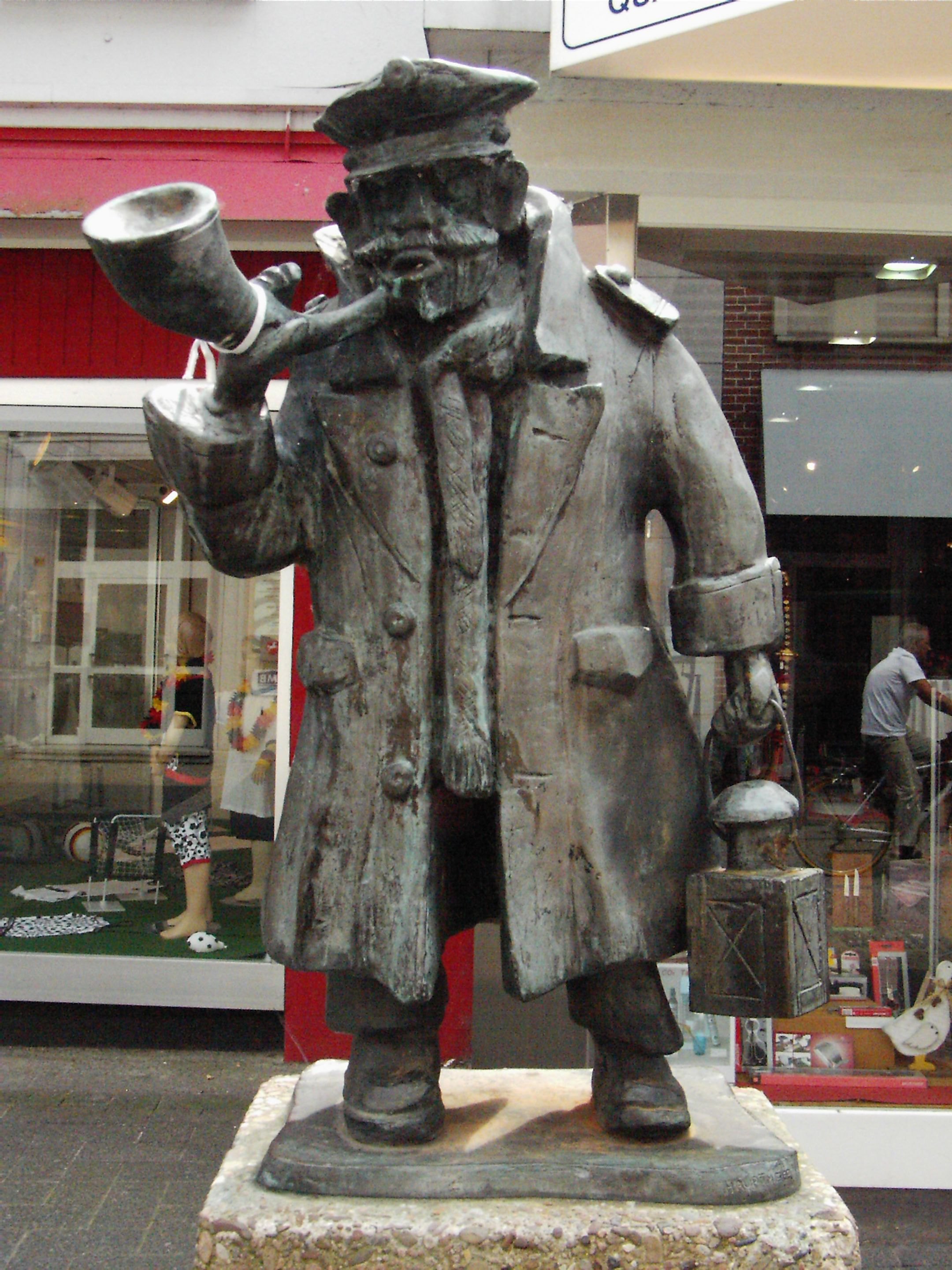
Jan Tut Denkmal

- 1a: Bürohaus als City-Center mit Bürgerbüro Delmenhorst als Dienstleistungszentrum (Auskünfte, Ausweise, Führerscheine); davor Brunnenskulptur Der Tänzer
- 1: 2-gesch. Wohn- und Geschäftshaus der Gründerzeit
- Überbauung der Kleinen Delme
- 10: 2-gesch. Wohn- und Geschäftshaus mit Tourist-Info der Delmenhorster Wirtschafts-Förderungsgesellschaft
- 11: 1-gesch. Wohn- und Geschäftshaus
- 14: 2-gesch. Wohn- und Geschäftshaus Haus Otto (D) mit Jugendstilelementen (In: HuH)
- 19: 3-gesch. Wohn- und Geschäftshaus (D) im Gründerzeitstil, früher u. a. Porzellanhaus Jensen
- 20: Älteres Wohn- und Geschäftshaus (In: HuH)
- 21: 3-gesch. Wohn- und Geschäftshaus, früher Haus Poppe (In: HuH), davor Skulptur Stadtbrunnen von H. Weyhe
- 23: Wohn- und Geschäftshaus von 1912 (D); Haus Bretthauer nach Plänen von Heinz Stoffregen
- 24: Wohn- und Geschäftshaus (D)
- 25: 2-gesch. Wohn- und Geschäftshaus, Eckhaus mit markantem Gesims und Erker, früher Haus Schwarting bzw. Haus Lehnacker als Domizil von Bäckern und Fleischern (In: HuH)
- 27: 3-gesch. Büro- und Geschäftshaus von 2004; 1963 wurde das Geburtshaus des Künstlers Arthur Fitger (1840–1909) abgebrochen, deshalb heute das Neue Fitgerhaus; bis 1959 wurden im Vortragssaal auch Gastspiele des Oldenburgischen Staatstheaters durchgeführt und hier befand sich der Sitz der Städtischen Lesehalle und Volksbücherei[4]
- 28: 3-gesch. neueres Geschäftshaus als Eckhaus zum Wochenmarkt
- 30: 1-gesch. Kaufhaus als neueres Bauwerk
- 41: 2-gesch. Wohn- und Geschäftshaus von 1881 (D); heute Sitz des Weser-Kuriers mit dem Delmenhorster Kurier
- vor 41: Skulptur Flusspferd; 1987 von Klaus Kütemeier, Stiftung des Weser-Kuriers
- 42: 3-gesch. Wohn- und Geschäftshaus (D)
- vor 46: Bronzedenkmal Jan Tut; 1983 von Wolfgang Hauptmeier
- 47: 2-gesch. Wohn- und Geschäftshaus (D)
- 52: 2-gesch. Wohn- und Geschäftshaus, Eck- und Giebelhaus mit Fachwerkfassade
- 53: 2-gesch. Wohn- und Geschäftshaus (D), Giebelhaus
- 54: 2-gesch. verklinkerter ehemaliger Speicher Ton Spieker (D) als Giebelhaus mit Ladekran und zwei Ladeluken, einst als Stallgebäude errichtet, heute Gaststätte / Bierlokal / Restaurant
- 66: 2-gesch. Wohn- und Bürohaus

Nordseite
- 67: 2-gesch. Giebelwohn- und Geschäftshaus mit Gaststätte
- 72: 3-gesch. neueres Bürohaus mit der AOK Niedersachsen
- 79: 2-gesch. Wohn- und Geschäftshaus mit Packhausanbau(D); Giebelhaus mit Arztpraxis
- 80: Wohn- und Geschäftshaus (D)
- 81: 2-gesch. Wohn- und Geschäftshaus mit Restaurant; früher wohl adelig-freies Haus
- 83: 1-gesch. verklinkertes Giebelhaus mit Restaurant
- 98: 3-gesch. Wohn- und Geschäftshaus, früher Kaufhaus Selve benannt nach Gertrud Selve (1894–1985), die ab 1932 eine 1942 zerbombte Eisenwarenhandlung betrieb und nach 1942 zunächst notdürftig ein neues Geschäft aufbaute; das Kaufhaus Selve bestand danach.[5] 2010/13 wurde im Obergeschoss ein Projekt für 20 Wohnungen als Wohnen in der Gemeinschaft geplant und bis 2014 als Selve-Haus realisiert.
- 103: 3-gesch. verklinkertes  Wohn- und Geschäftshaus mit seitlichem Erker, mit Deutscher Postfiliale und DHL Paketshop sowie Praxen
- 104: 3-gesch. verputztes historisierendes Wohn- und Geschäftshaus (D) mit barockisierend-stufigem Giebel sowie seitlichem halbrunden Erkerabschluss
- 105: 3-gesch. verputztes Wohn- und Geschäftshaus (D); Sitz der Commerzbank
- 106: 3-gesch. verputztes Wohn- und Geschäftshaus als  Haus Freese/Kappler von 1911 und Rückgebäude  (D) (In: HuH) nach Plänen von Heinz Stoffregen, Schaufensterfront 1989 modernisiert
- 107: 3-gesch. verklinkertes Wohn-, Büro- und Geschäftshaus mit Erker und Dachhaus (D); ehem. Sitz der Deutschen Nationalbank, Filiale Delmenhorst
- 108: 2-gesch. Wohn- und Geschäftshaus (D) mit verklinkertem historisierenden Stufengiebel, mit Apotheke; früher Einhorn-Apotheke
- 109: 2-gesch. Wohn- und Geschäftshaus im Stil der Gründerzeit (D)
- 111: 3-gesch. verputztes historisierendes Wohn-, Geschäftshaus (D), Eckhaus mit Bistro
- 112/114 Haus Hohenböken: 3-gesch. Wohn- und Geschäftshaus von 1906/07; das erste Haus Hohenböcken wurde 1864 für Johann Friedrich Hohenböken als kleines Manufakturwarengeschäft gebaut, die Textilhandlung musste 1986 nach 122-jähriger Geschichte schließen. (In: HuH)
- 121: 2-gesch. markantes Giebelhaus, früher kleine Samenhandlung, danach Porzellanhaus Sommers (In: HuH)
- 122: 2-gesch. Wohn- und Geschäftshaus mit ausgeprägtem Gesims (D); Verlagshaus mit dem Delmenhorster Kreisblatt (dk)
- 128: 4-gesch. neues Wohn- und Geschäftshaus mit Sparda-Bank Hannover – Filiale Delmenhorst; früher markanter Altbau (Krämer- bzw. Eisenwarenhandlung) (In: HuH)
- 129: 2-gesch. Wohn- und Geschäftshaus; früher Warenhaus Georg Arnholz mit markanter Kuppel (In: HuH)
- 130: 2-gesch. Wohn- und Geschäftshaus mit Anbau und Werkstatt (D)
- 131: 2-gesch. Wohn- und Geschäftshaus (D)
- 132: 3-gesch. verputztes Wohn- und Geschäftshaus mit der Vereinigten Volksbank, Geschäftsstelle Delmenhorst[6][7]

### Denkmale, Plaketten
- Seit 2017 vor Bürgerbüro (1a): Drehende Brunnenskulptur Der Tänzer von Jürgen Knapp
- vor 41: Skulptur Flusspferd; 1987 von Klaus Kütemeier
- vor 46: Bronzedenkmal Jan Tut; 1983 von Wolfgang Hauptmeier
- Bahnhofstraße, Ecke Lange Straße: Brunnen aus Edelstahl von H. Weyhe
- Stolpersteine in Delmenhorst vor
  - Nr. 42 für Helga Jacob
  - Nr. 78 für Mathilde Rothschild, Dr. Harry Rothschild,  Gertrud Rothschild, Edith Rothschild und Edmund Rothschild
  - Nr. 94 für Josef Fink, Salie Fink und Siegmund Fink